# Pharmacie Jacques
Pour l’article homonyme, voir Pharmacie Jacques de Besançon.
La pharmacie Jacques est une officine de pharmacie située à Nancy, dans le département de Meurthe-et-Moselle, en région Lorraine. Elle a été édifiée dans le style École de Nancy par Lucien Bentz en 1903, pour le pharmacien Victor Jacques.

## Historique
L'immeuble est construit entre 1902 et 1904, pour Victor Jacques pharmacien qui installe son officine au rez-de-chaussée, par Lucien Bentz architecte à Nancy ancien élève de l'école des Arts et Métiers de Châlons puis ingénieur de l'école Centrale des Arts et Manufacture de Paris. Le gros œuvre est exécuté par l'entreprise nancéienne Dancelme frères.
Le décor sculpté est réalisé par Auguste Vautrin (1868-1921) sculpteur et modeleur formé dans l'atelier nancéien de Paul Cayotte. La date ainsi que les noms de l'architecte et du sculpteur sont portés par la façade de la rue Jeanne d'Arc. Les verrières de l'imposte de la porte rue de la Commanderie et de la cage d'escalier sont réalisées par Jacques Gruber peintre verrier à Nancy. La flèche a perdu ses épis de faîtage et sa crête. Le mobilier de la pharmacie est réalisé par Justin Feretz artisan ébéniste et sculpteur de Nancy.
Ses façades et toitures sur rues sont inscrites au titre des monuments historiques par arrêté du 15 juin 1977.

## Description
Le bâtiment s'élève sur quatre étages, dont un étage de combles, à l'angle de la rue de la Commanderie et de la rue Jeanne-d'Arc.
Son architecture est peu marquée par le style Art nouveau, hormis dans la décoration, due à Albert Vautrin ou Auguste Vautrin, qui représente des plantes médicinales. Le mobilier original de Justin Ferez, disciple d'Eugène Vallin, a longtemps été considéré comme détruit, avant d'être retrouvé et mis aux enchères en avril 2014.